# Mascelia ectophoea
Mascelia ectophoea är en fjärilsart som beskrevs av George Francis Hampson 1908. Mascelia ectophoea ingår i släktet Mascelia och familjen mott. Inga underarter finns listade i Catalogue of Life.